# Talkin' John Birch Paranoid Blues
Talkin' John Birch Paranoid Blues is een nummer dat geschreven is door Bob Dylan in 1962.
Hij nam het op voor zijn tweede studio-album The freewheelin' Bob Dylan op 23 april 1962 in de studio van Columbia. Het lag oorspronkelijk in de bedoeling het nummer op het album te zetten, maar kort voor het uitkomen van het album op 27 mei 1963 besloot Columbia, Dylans platenmaatschappij, vier nummers te vervangen. Dat waren Talkin' John Birch paranoid blues, Rocks and gravel, Let me die in my footsteps en Gamblin' Willie's dead man's hand. De vervangers waren Girl from the north country, Masters of war, Bob Dylan's dream en Talkin' World War III blues. Deze beslissing betekende dat alle hoezen en platenlabels op het laatste moment opnieuw gedrukt moesten worden. Circa twintig exemplaren van het album zoals het oorspronkelijk gepland was zijn in omloop gekomen, maar wel in de hoes en met het label van het definitieve album. Het album in deze vorm is een gewild verzamelobject. In Canada zat een deel van de oplaag in de hoes die bedoeld was voor het oorspronkelijk geplande album. Daarop werden dus de vier geschrapte nummers vermeld, terwijl op de plaat wel de vervangende nummers stonden.

## Inhoud

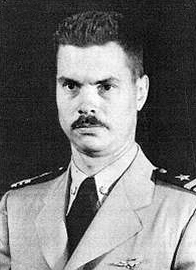
George Lincoln Rockwell, de enige echte Amerikaan

De ik-figuur in het liedje is zo bang voor communisten dat hij lid wordt van de John Birch Society. Hij gaat meteen enthousiast op zoek naar communisten: in zijn schoorsteen, in zijn toiletpot, het handschoenenkastje van zijn auto. Ze zijn steeds net op tijd weg. Hij maakt zijn televisie open om te kijken of ze daar zitten. Hij krijgt een elektrische schok. Daar moeten de communisten achter zitten, maar hij krijgt ze nog steeds niet te pakken. Wel ontdekt hij dat er rode strepen op de Amerikaanse vlag zitten. Ten slotte onderzoekt hij zichzelf. Hopelijk vindt hij niets...
Zijn definitie van communisme is overigens erg ruim. Eisenhower, Lincoln, Jefferson en ‘that Roosevelt guy’ zijn allemaal Russische spionnen. Eigenlijk is er maar één echte Amerikaan: George Lincoln Rockwell, de leider van de Amerikaanse nazipartij, die communisten haat omdat hij (in nazi-uniform) bij een bioscoop had gedemonstreerd tegen de vertoning van de film Exodus, een film over de stichting van Israël.
Dylan voerde het liedje diverse malen live uit tussen september 1962 en maart 1964, waarbij hij vaak wat wegliet of juist toevoegde. Op The Bootleg Series Volumes 1–3 (Rare & Unreleased) 1961–1991 staat een versie die hij zong in Carnegie Hall op 26 oktober 1963, op The Bootleg Series Vol. 6: Bob Dylan Live 1964, Concert at Philharmonic Hall een versie van 31 oktober 1964.

## Affaire Ed Sullivan Show
Op 12 mei 1962 zou Bob Dylan optreden in The Ed Sullivan Show, waar hij Talkin' John Birch paranoid blues zou zingen. Op het laatste moment liet CBS, het tv-station dat de show uitzond, hem weten dat hij een ander liedje moest kiezen. CBS was bang voor een aanklacht wegens smaad door de John Birch Society. Bob Dylan weigerde en vertrok zonder in de show te zijn geweest.